# Аббас-Абад

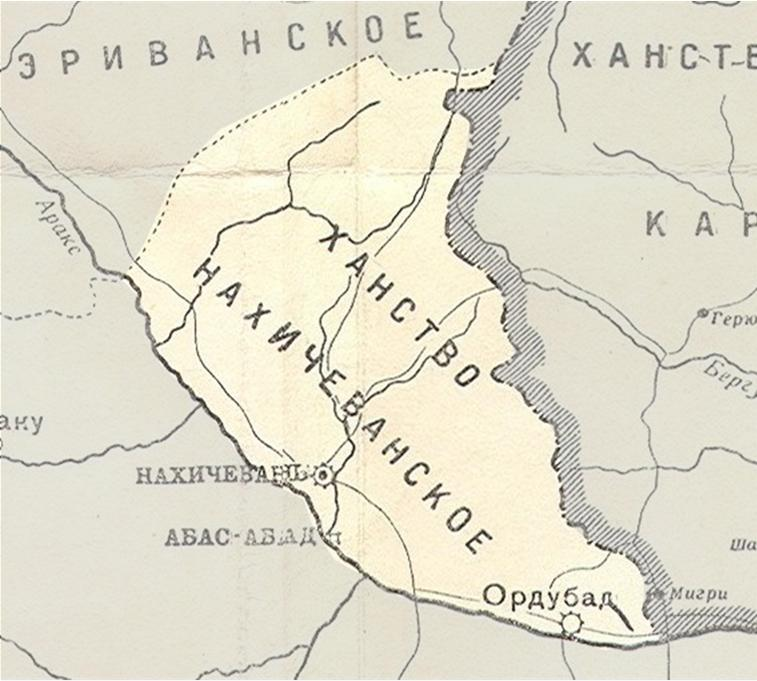
Аббас-Абад на карті Нахічеванського ханства

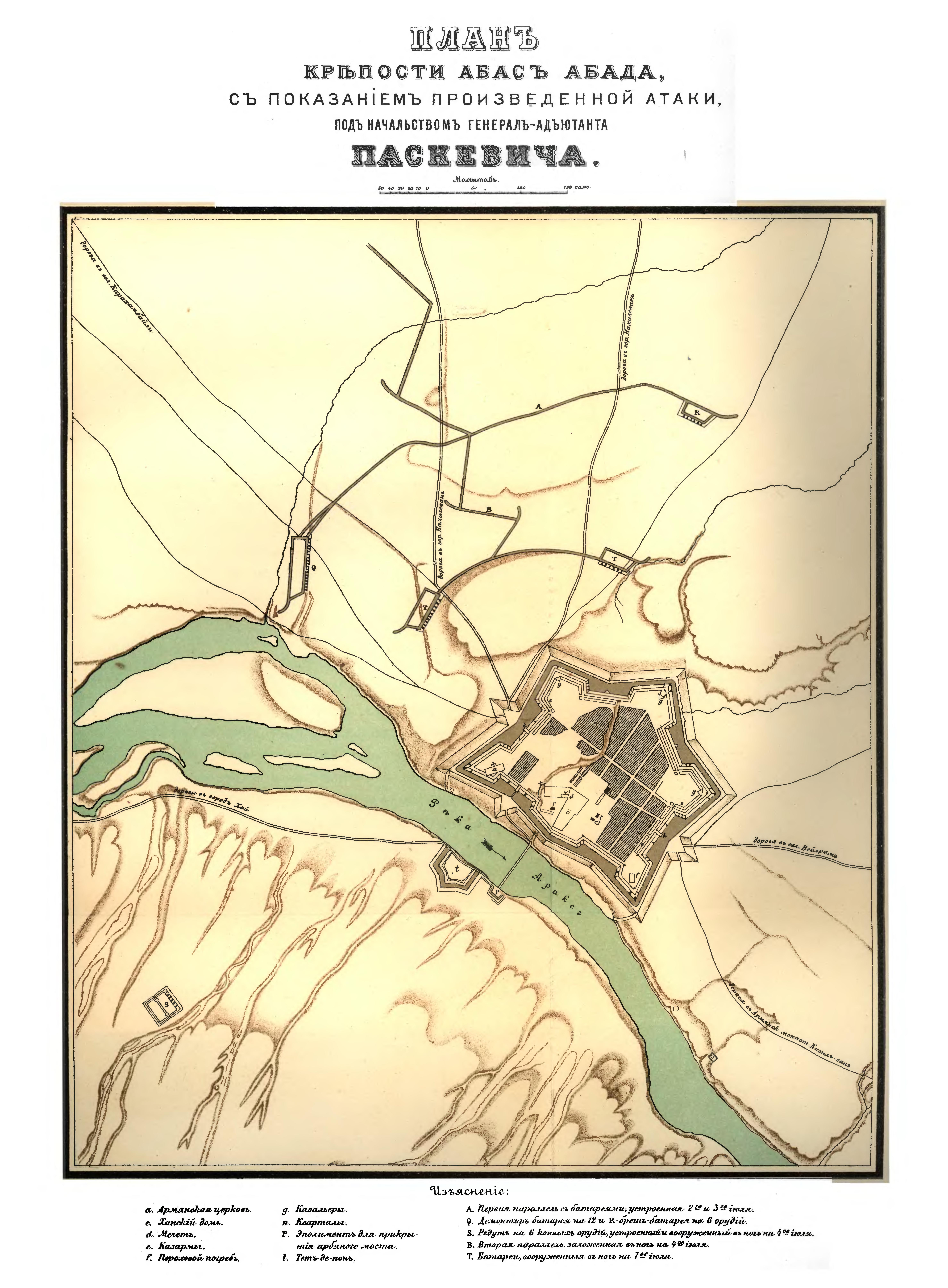
План фортеці Аббас-Абад

39°08′58″ пн. ш. 45°23′00″ сх. д. / 39.1494969° пн. ш. 45.3834229° сх. д.
Аббас-Абад — перська фортеця на лівому березі Араксу за 10 верст на південний захід від Нахічевані. Збудована за вказівкою спадкового принца Аббас-Мірзи під керівництвом англійських інженерів перед російсько-перською війною 1826—1828 років. Була опорним пунктом персів у Нахічеванському ханстві.
Фортеця була побудована у вигляді п'ятикутника бастіонного начертання, довгий фас якого прилягав до Араксу. Фортеця була оточена ровом шириною 6 метрів та глибиною 4 метри.
Під час російсько-перської війни 1826—1828 років фортеця була захоплена російськими військами під керівництвом генерала І. Ф. Паскевича.
Згодом фортеця була закинута та занепала. Її руїни зберігались до 1970-х років, допоки не були затоплені під час будівництва Аракської ГЕС.